# Start (Luisiana)
Start es un lugar designado por el censo ubicado en la parroquia de Richland en el estado estadounidense de Luisiana. En el Censo de 2010 tenía una población de 905 habitantes y una densidad poblacional de 96,85 personas por km².

## Geografía
Start se encuentra ubicado en las coordenadas 32°29′27″N 91°51′56″O / 32.49083, -91.86556. Según la Oficina del Censo de los Estados Unidos, Start tiene una superficie total de 9.34 km², de la cual 9.1 km² corresponden a tierra firme y (2.63%) 0.25 km² es agua.

## Demografía
Según el censo de 2010, había 905 personas residiendo en Start. La densidad de población era de 96,85 hab./km². De los 905 habitantes, Start estaba compuesto por el 95.47% blancos, el 3.2% eran afroamericanos, el 0.22% eran amerindios, el 0.11% eran asiáticos, el 0% eran isleños del Pacífico, el 0.44% eran de otras razas y el 0.55% pertenecían a dos o más razas. Del total de la población el 0.77% eran hispanos o latinos de cualquier raza.